# Mattabesset River
Der Mattabesset River ist ein Zufluss des Connecticut River im Gebiet der Gemeinden Berlin, Kensington und entlang der Grenze zwischen Middletown und Cromwell. Er ist 16.1 mi (25,9 km) lang.

## Name
Der Fluss wurde nach dem Indianerstamm der Mattabesic benannt, der früher in diesem Gebiet ansässig war. Allerdings hat er eine ganze Reihe von Alternativ-Namen, wohl, weil der Klang des Namens im Englischen unangenehm war (be sick = werd' krank).
Weitere Namen: Beckley River, Betses River, Ferry River, Honehas River, Honhius River, Little River, Massabeset River, Matabezeke River, Matowepesack, Matowepesack River, Mattabasset River, Mattabesec, Mattabeset River, Mattabesett, Mattabesic, Mattabesic River, Mattabesick River, Mattabesicke River, Mattabessett River, Mattabezeke, Mattapeaset, Mattpeaset River, Middletown River, Sebethe Creek, Sebethe River.

## Geographie
Nach heutigen Bezeichnungen in Landkarten entsteht der Fluss an den Harts Ponds, am Ragged Mountain. Vom Wasel Reservoir, westlich des Ragged Mountain, fließt einer der Ursprungsbäche zunächst nach Süden in den obersten Hart Pond, wendet sich dann nach Osten und fließt in der Scharte zwischen Ragged Mountain und Short Mountain zur Ostseite von Ragged Mountain, wo er in den Stausee Upper Hart Pond mündet und nach Norden weiter in den Lower Hart Pond fließt. Ein weiterer Quellfluss entspringt auf der Ostseite des Short Mountain und mündet ebenfalls in den Upper Hart Pond.
Der Abfluss befindet sich im Gebiet von Berlin am Nordende des Hart Pond auf 55 m (180 ft) über dem Meer. Dort passiert der Fluss zunächst ein kleines Sumpfgebiet, wo er von rechts und Süden den Stocking Brook aufnimmt und dann von der 71A (Chamberlain Highway) überquert wird. Dann wendet er sich nach Norden, wo er im Gebiet von Kensington zweimal als Papel Goods Pond (Paper Goods Pond, Railroad Pond) aufgestaut wird. Dann tritt er ein in eine kleine Ebene, während er bereits auf 18 m abgestiegen ist. Durch sumpfiges Gelände verläuft er mit vielen Windungen nach Osten, nimmt von rechts und Süden den Hatchery Brook mit dem Belcher Brook auf und wendet sich in seinem kurvenreichen Verlauf wieder weiter nach Norden. Er wird von der CT-9 überquert und nimmt von links und Norden den Willow Brook auf. Von dessen Mündung an verläuft er wieder stärker nach Osten, nimmt einen weiteren Zufluss von Norden auf und wird von der U.S. Highway 5 (Wilbur Cross Highway) überquert. Er nimmt noch drei weitere namenlose Zuflüsse und den Little Brook von Norden auf und durchbricht dann bei der Wethersfield Road den nächsten Kamm, von wo aus er sich wieder nach Süden wendet und durch East Berlin verläuft. In diesem Gebiet erhält er Zufluss durch den Spruce Brook und später den Bradley Brook von rechts und Westen sowie mehrere kleine Zuflüsse von links und Osten. Südlich von East Berlin wendet er sich erneut nach Osten. Er wird von der Interstate 91 überquert und verläuft nördlich von Achenbach als Grenze zwischen Middletown (S) und Cromwell (N). Die rechten namhaften Zuflüsse (von Süden) in diesem Gebiet sind Sawmill Brook und East Miner Brook. Von Norden fließt unter anderen ein weiterer Willow Brook zu.
Dann tritt er in das Marschland ein, dass sich bis zum Connecticut River erstreckt und windet sich weiter in südöstlicher Richtung. Dort erhält er Zufluss vom Chestnut Brook (links, Norden), vom Swamp Brook (rechts, Westen) und kurz vor der Mündung in den Connecticut noch von rechts und Süden in Round Meadow durch den Coginchaug River. Die Flüsse dienten als Hauptwanderrouten für die Indianer. Sachem Sowheage hatte seinen Hauptstützpunkt bei Indian Hill etwa 2 km weiter nördlich am Connecticut River.